# Start the Fire
A Start the Fire Tarkan második kislemeze a Come Closer című albumról, mely 2006-ban jelent meg.

## CD kiadványok

### Maxi CD (6 felvétel)
- Start the Fire, 2006
  - 1.   Start The Fire (Mousse T. Radio Mix) –  03:15
  - 2.   Start The Fire (Original Version) – 03:26
  - 3.	Start The Fire (Bugati Remix) – 04:40
  - 4.	Start the Fire (Fat Tony Crew vs Eniac Rmx) – 06:18
  - 5.	Start the Fire (Mousse T Abi's Club Mix) – 07:36
  - 6.	Start The Fire (Mousse T. Radio Instrumental) – 03:15

### Maxi CD
- Start the Fire (2006 augusztus, német kiadás, Urban/Universal Music)
  - 1.   Start The Fire (Mousse T. Radio Mix) – 03:15
  - 2.	Start The Fire (Original Version) – 03:26
  - 3.	Start The Fire (Bugati Remix) – 04:40
  - 4.	Start The Fire (Mousse T. Abi Instrumental) – 07:36
  - 5.	Start The Fire (Mousse T. Radio Instrumental) – 03:15

## 12-inch kiadványok

### Red Edition (Mousse-T Remix)

Mousse T Remix

- Start the Fire (2006, 12-inch, német kiadás, Urban/Universal) 
  - A 1: Start the Fire (Mousse T Abi's Club Mix) – 07:36
  - B 1: Start the Fire (Fat Tony Crew vs Eniac Rmx) – 06:18

### Red Limited Edition (egy oldalas)

Bugati Remix

- Start the Fire (2006, 12-inch, német kiadás, Island Germany) 
  - Track 1: Start the Fire (Bugati Remix) – 04:40
  - Track 2: Start the Fire (Instrumental) – 04:40
  - Track 3: Start the Fire (Acapella) – 04:40

## Külső hivatkozások
- Tarkan.com
- Juno Records